# Filipeștii de Târg
Filipeștii de Târg è un comune della Romania di 8 146 abitanti, ubicato nel distretto di Prahova, nella regione storica della Muntenia. 
Il comune è formato dall'unione di 5 villaggi: Brătășanca, Ezeni, Filipeștii de Târg, Mărginenii de Jos, Ungureni.